# 中山大学中国语言文学系
中山大学中国语言文学系（Department of Chinese Language and Literature, Sun Yat-sen University），通称为中山大学中文系，是中山大学人文学部下属院系之一。该系始建于1924年，是中山大学最早创建的院系之一。该系系址位于中山大学广州校区南校园。

## 沿革
1924年，孙中山将国立广东高等师范学校、广东公立法政大学、广东公立农业专门学校三所高校合并，组建为国立广东大学，国立广东大学中国文学系在建校时成立。1926年，国立广东大学更名为国立中山大学，该系随之更名并改称为国立中山大学中国语言文学系。1939年，该系名称改为国立中山大学中国文学系。
1946年，国立中山大学语言学系成立，成为中国第一个语言学系，王力任系主任。
在中华人民共和国全国院系调整中，中山大学中国文学系于1953年改称为中山大学中国语言文学系，即现名称。中山大学语言学系于1954年并入北京大学中文系，但部分师生转入中山大学中国语言文学系。

## 学科方向
中山大学中国语言文学系在文学和语言学两大学科发展较为均衡，但是侧重汉语言与古文字学、中国古代文体学和文献学、中国古代戏曲与非物质文化遗产、以及中国现当代文学四个研究方向。

## 专业设置
截止至2022年1月，中山大学中国语言文学系有中国语言文学、外国语言文学两个一级学科博士学位授予权，下设专业（方向）有：
- 博士、硕士专业方向：中国古代文学、中国现当代文学、汉语言文字学、中国古典文献学、比较文学与世界文学、语言学及应用语言学、文艺学、民俗学、非物质文化遗产学、中国少数民族语言文学。[1]
- 本科专业：汉语言文学专业、汉语言专业。[5]

## 研究机构
截止至2022年1月，有3个国家级研究机构设在中山大学中国语言文学系：
- 中山大学中国非物质文化遗产研究中心，成立于2002年，为教育部人文社会科学重点研究基地。
- 中山大学中国古文献研究所，成立于1983年，为教育部全国高校古籍整理研究工作委员会直属重点研究所之一。
- 中山大学国际汉语教材研发与培训基地，成立于2009年，为教育部中外语言交流合作中心汉语国际推广基地之一。

## 历史名师
傅斯年、郁达夫、成仿吾、顾颉刚、赵元任、罗常培、鲁迅、郭沫若、钟敬文、陆侃如、冯沅君、王力、岑麒祥、容庚、商承祚、詹安泰、方孝岳、董每戡、王季思、冼玉清